# Walerija Sergejewna Scholobowa
Walerija Sergejewna Scholobowa, verheiratete Koblowa (russisch Валерия Сергеевна Жолобова; * 9. Oktober 1992 in Jegorjewsk, Oblast Moskau) ist eine russische Ringerin. Sie ist dreifache russische Meisterin, Olympiateilnehmerin 2012 und wurde 2014 Europameisterin in der neuen Gewichtsklasse bis 58 kg Körpergewicht.

## Werdegang
Walerija Scholobowa begann im Jahre 2004 mit dem Ringen. Sie gehört dem Sportclub Jegeri Jegorjewsk im Moskauer Gebiet an und wird von Oleg Tschernow und Yu. Tschernow trainiert. Sie ist Studentin. Sie wiegt ca. 60 kg und ringt in den Gewichtsklassen bis 55 kg bzw. bis 59 kg Körpergewicht.
Als Juniorin gewann sie seit dem Jahre 2007 mehrere russische Meistertitel in den Kategorien „Cadets“ und „Juniors“. In den Jahren 2007 bis 2011 nahm sie an insgesamt fünf internationalen Meisterschaften im Juniorenbereich teil und gewann bei allen Meisterschaften eine Medaille. Ihr bestes Resultat war dabei der Gewinn des Meistertitels bei den „Cadets“ im Jahre 2009 in Zrenjanin (Serbien) in der Gewichtsklasse bis 60 kg Körpergewicht.
2011 wurde sie erstmals russische Meisterin bei den Eliteringerinnen in der Gewichtsklasse bis 59 kg. Sie wurde daraufhin bei der Weltmeisterschaft in Istanbul eingesetzt, kam dort aber nur zu einem Sieg über Irina Petrowa aus Lettland. Gegen Sona Ahmadli aus Aserbaidschan verlor sie und erreichte nur den 9. Platz.
2012 trainierte sie in die Gewichtsklasse bis 55 kg ab, weil die Gewichtsklasse bis 59 kg nicht olympisch ist. Sie wurde auch in ihrer neuen Gewichtsklasse russische Meisterin vor Maria Gurowa und Irina Kissel. Im Mai 2012 vertrat die Russland beim Welt-Cup für Nationalteams in Tokio, bei dem es auch eine Einzelwertung gab. Dabei schaffte sie die Sensation und besiegte die zweifache Olympiasiegerin und vielfache Weltmeisterin Saori Yoshida aus Japan nach Punkten (2:1 Runden, 1:2, 2:0, 3:0 Punkte). Das war nach einer Niederlage gegen die US-Amerikanerin Marcie van Dusen erst die zweite Niederlage die Saori Yoshida in ihrer gesamten Laufbahn erlitt.
Walerija Scholobowa wurde dann auch bei den Olympischen Spielen 2012 in London eingesetzt. Sie kam dort zu Siegen über Marcia Yuleise Andrades Mendoza aus Venezuela, Joice Souza da Silva, Brasilien und Sofia Mattsson, Schweden. Im Halbfinale traf sie auf Saori Yoshida, die ihr dieses Mal aber keine Chance ließ. Walerija Scholobowa verlor gegen Saori Yoshida mit 0:2 Runden und 0:5 Punkten. In der Trostrunde rang sie dann gegen die ehemalige Weltmeisterin Julia Ratkewitsch aus Aserbaidschan, gegen die sie aber ebenfalls nach Punkten (0:2 Runden, 1:8 Punkte) verlor, womit sie eine Medaille verpasste.
Sehr erfolgreich war sie auch 2013, denn sie gewann in diesem Jahr zum dritten Mal den russischen Meistertitel in der Gewichtsklasse bis 55 kg vor Irina Kissel und Maria Gurowa. Im Juli dieses Jahres siegte sie bei der Universiade in Kasan vor Irina Husjak, Ukraine, der Nordkoreanerin Hwang Sun-byol und Kanako Murata aus Japan. Bei der Weltmeisterschaft in Budapest besiegte sie zunächst Mariana Esanu aus der Republik Moldau, verlor aber dann gegen Saori Yoshida. In der Trostrunde sicherte sie sich aber mit überzeugenden Siegen über Ana Maria Paval, Rumänien, Sündewiin Bjambatseren, Mongolei und Irina Husjak noch eine WM-Bronzemedaille.
Im April 2014 gelang ihr dann bei der Europameisterschaft in Vantaa/Finnland in der neuen Gewichtsklasse bis 58 kg mit Siegen über Irina Petrowa, Litauen, Luisa Niemesch, Deutschland, Petra Olli, Finnland und Irina Netreba, Aserbaidschan der Titelgewinn. Bei der Weltmeisterschaft dieses Jahres in Taschkent gewann Walerija Scholobowa ihre ersten vier Kämpfe verlor aber im Finale geg3en Kaori Icho aus Japan.
Im März 2015 wurde sie in Wałbrzych U 23-Europameisterin in der Gewichtsklasse bis 58 kg. Sie siegte dabei u. a. über Laura Mertens aus Deutschland und im Finale über Mimi Christowa aus Bulgarien. Bei den erstmals ausgetragenen Europaspielen im Juni 2015 in Baku enttäuschte sie, denn sie verlor dort nach einem Sieg über Mariana Cherdivara-Esanu aus der Republik Moldau gegen Emese Barka aus Ungarn und gegen Grace Jacob Bullen aus Norwegen und landete nur auf dem  8. Platz.
Der russische Ringer-Verband setzte aber weiter auf sie und entsandte sie im Mai 2016 zum Olympia-Qualifikations-Turnier nach Istanbul. Sie rechtfertigte dieses Vertrauen und siegte dort in der Gewichtsklasse bis 58 kg vor Sakshi Malik aus Indien. Damit erkämpfte sie sich das Startrecht bei den Olympischen Spielen dieses Jahres in Rio de Janeiro. Im August 2016 startete sie dann in Rio und kam mit Siegen über Luisa Niemesch, Deutschland, Orchon Purevdorj, Mongolei, Sakshi Malik und Aisuluu Tinibekowa, Kirgisistan in das Finale, in dem sie sich aber wieder Kaori Icho geschlagen geben musste. Sie gewann damit die Silbermedaille.
2017 wurde Walerija Scholobowa wieder russische Meisterin in der Gewichtsklasse bis 58 kg, verlor aber bei der Europameisterschaft dieses Jahres im Mai in Novi Sad schon in der ersten Runde gegen Carola Rainero aus Italien, womit sie ausschied und nur den 7. Platz belegte. Noch schlechter lief es für sie bei der Weltmeisterschaft 2017 in Paris, denn sie schied dort nach einer Erstrunden-Niederlage gegen Michaelle Fazzari aus Kanada früh aus und belegte nur den 24. Platz.
Danach war sie bei keinen Meisterschaften mehr am Start. Ob sie ihre Karriere fortsetzen wird, ist nicht bekannt.

## Internationale Erfolge
| Jahr | Platz  | Wettbewerb                               | Gewichtsklasse | Ergebnisse |
| 2007 | 2.     | Junioren-EM (Cadets) in Warschau         | bis 52 kg      | hinter Irina Husjak, Ukraine, vor Lisa Mattsson, Schweden |
| 2008 | 2.     | Junioren-EM (Cadets) in Daugavpils       | bis 56 kg      | hinter Lise Mattsson, vor Olivia Neagu, Rumänien und Julia Maliki, Ukraine |
| 2009 | 1.     | Junioren-WM (Cadets) in Zrenjanin        | bis 60 kg      | vor Ruslana Petrischin, Ukraine, Ayda Deln, Schweden und Maria Mamaschuk, Belarus |
| 2010 | 2.     | Junioren-WM in Budapest                  | bis 59 kg      | nach Siegen über Irina Petrowa, Lettland, Julia Satimbekowa, Kasachstan, Choi-Ju-ae, Südkorea und Sakshi Malik, Indien und einer Niederlage gegen Zhang Lan, China                              |
| 2010 | 3.     | Pokalturnier in Tschechow                | bis 59 kg      | hinter Anna Polownewa und Schargalma Zyrenowa, beide Russland |
| 2011 | 3.     | Junioren-WM in Bukarest                  | bis 59 kg      | nach einer Niederlage gegen Yurika Ito, Japan und Siegen über Olga Prochor, Ukraine und Sara da Col, Italien                                                                                    |
| 2011 | 9.     | WM in Istanbul                           | bis 59 kg      | nach einem Sieg über Irina Petrowa und einer Niederlage gegen Sona Əhmədli, Aserbaidschan |
| 2012 | 2.     | Golden-Grand-Prix in Krasnojarsk         | bis 55 kg      | hinter Kanako Murata, Japan, vor Ajym Äbdildina, Kasachstan und Marija Gurowa, Russland |
| 2012 | 5.     | Golden-Grand-Prix in Klippan             | bis 55 kg      | hinter Sofia Mattsson, Schweden, Katarzyna Krawczyk, Polen, Anna Gomis, Frankreich und Roksana Sasina, Polen                                                                                    |
| 2012 | 2.     | Welt-Cup in Tokio                        | bis 55 kg      | hinter Tonya Verbeek, Kanada, gemeinsam mit Saori Yoshida, Japan |
| 2012 | 5.     | OS in London                             | bis 55 kg      | nach Siegen über Marcia Yuleisi Andrades Mendoza, Venezuela, Joice Souza da Silva, Brasilien und Sofia Mattsson und Niederlagen gegen Saori Yoshida und Julija Ratkewitsch, Aserbaidschan       |
| 2013 | 1.     | Universiade in Kasan                     | bis 55 kg      | vor Irina Husjak, Ukraine, Hwang Sun-byol, Nordkorea und Kanako Murata, Japan |
| 2013 | 3.     | WM in Budapest                           | bis 55 kg      | nach einem Sieg über Mariana Esanu, Republik Moldau, einer Niederlage gegen Saori Yoshida und Siegen über Ana Maria Paval, Rumänien, Sündewiin Bjambatseren, Mongolei und Irina Husjak          |
| 2014 | 2.     | Klippan-Ladies-Open                      | bis 58 kg      | hinter Petra Olli, Finnland, vor Marianna Sastin, Ungarn und Braxton Rei Stone-Papadopoulos, USA                                                                                                |
| 2014 | 1.     | EM in Vantaa/Finnland                    | bis 58 kg      | nach Siegen über Irina Petrowa, Litauen, Luisa Niemesch, Deutschland, Petra Olli und Irina Netreba, Aserbaidschan                                                                               |
| 2014 | 1.     | Poland-Open in Dabrowa                   | bis 58 kg      | vor Alejandra Romero Bonilla, Mexiko, Michelle Fazzari, Kanada und Virginia Jackeline Jimenez Fernandez, Venezuela                                                                              |
| 2014 | 2.     | WM in Taschkent                          | bis 58 kg      | nach Siegen über Carola Rainero, Italien, Munchtuya Tunalag, Mongolei, Elif Jale Yesilirmak, Türkei und Lissette Alexandra Antes Castillo, Ekuador und einer Niederlage gegen Kaori Icho, Japan |
| 2014 | 2.     | Russland-Open in Nowocheborask           | bis 58 kg      | hinter Byambatseren Sundev, Mongolei, vor Maria Ljulkowa, Russland und Kelsey Campbell, USA |
| 2015 | 2.     | Welt-Cup in St. Petersburg               | bis 58 kg      | hinter Risako Kawai, Japan, vor Shoovdar Baatarjav, Mongolei und Allisson Mackenzie Ragan, USA                                                                                                  |
| 2015 | 1.     | U 23-EM in Wałbrzych                     | bis 58 kg      | nach Siegen über Ramona Galambos, Ungarn, Laura Mertens, Deutschland und Mimi Christowa, Bulgarien                                                                                              |
| 2015 | 3.     | Großer Preis von Deutschland in Dormagen | bis 58 kg      | hinter Marianna Sastin und Emese Barka, beide Ungarn |
| 2015 | 8.     | Europaspiele 2015 in Baku                | bis 58 kg      | nach einem Sieg über Mariana Cherdivara-Esanu, Republik Moldau und Niederlagen gegen Emese Barka und Grace Jacob Bullen, Norwegen                                                               |
| 2016 | 1.     | Olympia-Qualif.-Turnier in Istanbul      | bis 58 kg      | vor Sakshi Malik, Indien, Tatjana Kit, Ukraine und Katerina Schidachewska, Rumänien |
| 2016 | 1.     | Großer Preis von Spanien in Madrid       | bis 58 kg      | vor Marwa Amri, Tunesien, Aminat Ademiyi, Nigeria und Natalja Golz, Russland |
| 2016 | Silber | OS in Rio de Janeiro                     | bis 58 kg      | nach Siegen über Luisa Niemesch, Deutschland, Orchon Purevdorj, Mongolei, Sakshi Malik und Aisuluu Tinibekowa, Kirgisistan und einer Niederlage gegen Kaori Ichō                                |
| 2017 | 1.     | Klippan-Lady-Open                        | bis 58 kg      | vor Ausuluu Tinibekowa, Yuzuru Kumano, Japan und Michelle Fazzari |
| 2017 | 7.     | EM in Novi Sad                           | bis 58 kg      | nach einer Niederlage gegen Carola Rainero |
| 2017 | 24.    | WM in Paris                              | bis 58 kg      | nach einer Niederlage gegen Michelle Fazzari |

## Russische Meisterschaften
| Jahr | Platz | Gewichtsklasse | Ergebnis                                                           |
| 2011 | 1.    | bis 59 kg      | vor Jekaterina Melnikowa, Jana Permjakowa und Anna Polownewa       |
| 2012 | 1.    | bis 55 kg      | vor Maria Gurowa, Irina Kissel und Marina Schischkin               |
| 2013 | 1.    | bis 55 kg      | vor Irina Kissel, Maria Gurowa und Irina Ologonowa                 |
| 2016 | 1.    | bis 58 kg      | vor Natalja Golz, Ljubow Owtscharowa und Irina Ologonowa           |
| 2017 | 1.    | bis 58 kg      | vor Chadischat Murtasalijewa, Alema Kasimowa und Uljana Tukurenowa |

Erläuterungen
- alle Wettkämpfe im freien Stil
- OS = Olympische Spiele, WM = Weltmeisterschaft EM = Europameisterschaft